# Szalafő
Szalafő (em esloveno: Sola) é um município da Hungria, situado no condado de Vas. Tem 27,37 km² de área e sua população em 2015 foi estimada em 184 habitantes.